# Daniel Miehm

Bischofswappen von Daniel Miehm

Daniel Joseph Miehm (* 27. August 1960 in Kitchener, Ontario, Kanada) ist ein kanadischer Geistlicher und römisch-katholischer Bischof von Peterborough.

## Leben
Daniel Miehm studierte unter anderem an der University of Waterloo Katholische Theologie und empfing am 6. Mai 1989 in der Christkönigs-Kathedrale von Hamilton das Sakrament der Priesterweihe für das Bistum Hamilton. Am Angelicum in Rom erwarb er das Lizenziat in Kanonischem Recht. Nach verschiedenen seelsorglichen Tätigkeiten im Bistum Hamilton war er zuletzt seit Juni 2012 Seelsorger an der neugegründeten Pfarrei St. Benedict in Milton.
Am 20. Februar 2013 ernannte ihn Papst Benedikt XVI. zum Titularbischof von Gor und zum Weihbischof in Hamilton. Die Bischofsweihe spendete ihm der Bischof von Hamilton, David Douglas Crosby OMI, am 7. Mai desselben Jahres; Mitkonsekratoren waren Richard William Smith, Erzbischof von Edmonton, und Anthony Frederick Tonnos, emeritierter Bischof von Hamilton.
Papst Franziskus ernannte ihn am 10. März 2017 zum Bischof von Peterborough. Die Amtseinführung fand am 19. April desselben Jahres statt.